# Nesticella yui
Nesticella yui là một loài nhện trong họ Nesticidae.
Loài này thuộc chi Nesticella. Nesticella yui được Jörg Wunderlich & Da-xiang Song miêu tả năm 1995.